# Бугуртак
Бугуртак— поселок в Курагинском районе Красноярского края в составе   Рощинского сельсовета.

## География
Находится  в западной части района на правом берегу реки Туба примерно в  12 километрах по прямой на юго-восток от районного центра поселка Курагино .

## Климат
Климат резко континентальный с холодной зимой и жарким летом, суровый, с большими годовыми и суточными амплитудами температуры. Среднегодовая температура воздуха— 1,5°С. Зима суровая и продолжительная. Морозы доходит до минус 40°С. Лето теплое, продолжается свыше двух месяцев. Безморозный период длится 106 дней; дней с температурой 5°С и более — 129. Среднегодовая температура колеблется от 0°С до минус  1°С. Продолжительность безморозного периода от 105 дней до 97 дней. Количество осадков 320—500 мм. Максимум осадков приходится на лето.

## Население
Постоянное население составляло 544 человека в 2002 году (90% русские),  444 в 2010. 